# Championnats d'Europe de paratriathlon
Les championnats d'Europe de paratriathlon se déroulent chaque année et sont soutenus par la Fédération européenne de triathlon depuis 2006. Ils se disputent sur une seule épreuve au format distance M ou S. Après avoir connu diverses catégorisations depuis leur création, ils se disputent en 2014 selon une nouvelle catégorisation de PT1 à PT5 établie par la fédération internationale. En 2016, la détermination des catégories est de nouveau modifiée pour mieux prendre en compte les spécificités des handicaps. La compétition attribue les titres de champions et championnes d'Europe de paratriathlon dans chaque catégorie.

## Palmarès
Ces tableaux présentent les noms des champions et championnes d'Europe de paratriathlon dans chaque catégorie depuis 2006.

### Hommes

#### Champion d'Europe depuis 2017
| Année | PTWC                | PTS2            | PTS3          | PTS4                | PTS5           | PTV1                        |
| ----- | ------------------- | --------------- | ------------- | ------------------- | -------------- | --------------------------- |
| 2024  | Geert Schipper      | Jules Ribstein  | Daniel Molina | Alexis Hanquinquant | Bence Mocsári  | Dave Ellis                  |
| 2023  | Jetze Plat H2       | Maurits Morsink | Daniel Molina | Alexis Hanquinquant | Martin Schulz  | Antoine Pérel B1            |
| 2022  | Jetze Plat H2       | Maurits Morsink | Daniel Molina | Alexis Hanquinquant | Martin Schulz  | Dave Ellis B3               |
| 2021  | Jetze Plat H2       | Jules Ribstein  | Daniel Molina | Alexis Hanquinquant | Martin Schulz  | Dave Ellis B3               |
| 2019  | Giovanni Achenza H1 | Jules Ribstein  | Daniel Molina | Alexis Hanquinquant | Martin Schulz  | Jose Luis García Serrano B1 |
| 2018  | Geert Schipper H2   | Maurits Morsink | Daniel Molina | Alexis Hanquinquant | Péter Boronkay | Dave Ellis B3               |
| 2017  | Jetze Plat H2       | Andrew Lewis    | Daniel Molina | Alexis Hanquinquant | Martin Schulz  | Dave Ellis B3               |

#### Champion d'Europe de 2014 à 2016
| Année | PT1        | PT2             | PT3                        | PT4           | PT5                   |
| ----- | ---------- | --------------- | -------------------------- | ------------- | --------------------- |
| 2016  | Jetze Plat | Stéphane Bahier | Alejandro Sánchez Palomero | Martin Schulz | Héctor Catalá Laparra |
| 2015  | Jetze Plat | Vasily Egorov   | Alejandro Sánchez Palomero | Martin Schulz | Vasyl Zakrevskyi B1   |
| 2014  | Jetze Plat | Vasily Egorov   | Oliver Dreier              | Martin Schulz | Chris Goodwin B2      |

#### Champion d'Europe 2006 à 2013
|      | TR1                   | TR2            | TR3                | TR4            | TR5            | TR6                             |
| ---- | --------------------- | -------------- | ------------------ | -------------- | -------------- | ------------------------------- |
| 2013 | Phil Hogg             | Stefan Loesler | Michele Ferrarin   | Martin Schulz  | Stéphane Leroy | 6a Ralf Arnold B1 6b Dave Ellis |
| 2012 | Francesc Sola Garciah | Andrea Bozzato | Michele Ferrarin   | Martin Schulz  | Yan Guanter    | Iain Dawson                     |
| 2011 | Francesc Sola Garciah | David Peiffer  | Steven Judge       | Péter Boronkay | Ernst Scheiber | Lazar Filipovic                 |
| 2010 | Francesc Sola Garciah | Javier Merida  | Sebastian Averesch | Péter Boronkay | Ernst Scheiber | Iain Dawson                     |
| 2009 | David Cooke           | --             | Rob Noordzij       | Péter Boronkay | Ernst Scheiber | Chris Goodwin                   |

| Année | PC1                  | PC2          | PC3            | PC4            | PC5                | PC6 |
| ----- | -------------------- | ------------ | -------------- | -------------- | ------------------ | --- |
| 2008  | Rafael López Ordóñez | Martin Falch | Etienne Caprin | Péter Boronkay | Alberto Ceriani B1 | --  |
|       | AWAD                 |              |                |                |                    |     |
| 2007  | Andreas Kübler       |              |                |                |                    |     |
| 2006  | Yannick Bourseaux    |              |                |                |                    |     |

### Femmes

#### Championne d'Europe depuis 2017
| Année | PTWC                | PTS2                  | PTS3                 | PTS4                 | PTS5            | PTV1                 |
| ----- | ------------------- | --------------------- | -------------------- | -------------------- | --------------- | -------------------- |
| 2024  | Eva María Moral H1  | Cécile Saboureau      | Élise Marc           | Megan Richter        | Lauren Steadman | Susana Rodríguez B1  |
| 2023  | Eva María Moral H1  | Cécile Saboureau      | Élise Marc           | Marta Francés Gómez  | Claire Cashmore | Susana Rodríguez B1  |
| 2022  | Mona Francis H2     | Veronica Yoko Plebani | Sanne Koopman        | Andrea Miguelez Ranz | Claire Cashmore | Susana Rodríguez B1  |
| 2021  | Eva María Moral H1  | Fran Brown            | Andrea Miguelez Ranz | Marta Francés Gómez  | Claire Cashmore | Annouck Curzillat B1 |
| 2019  | Christiane Reppe H2 | Fran Brown            | Élise Marc           | Elke Van Engelen     | Lauren Steadman | Susana Rodríguez B2  |
| 2018  | Eva María Moral H1  | Fran Brown            | Élise Marc           | Hannah Moore         | Lauren Steadman | Alison Patrick B2    |
| 2017  | Jade Jones H2       | Liisa Lilja           | Anna Plotnikova      | Cassie Cava          | Lauren Steadman | Melissa Reid B3      |

#### Championne d'Europe de 2014 à 2016
| Année | PT1          | PT2                  | PT3           | PT4             | PT5              |
| ----- | ------------ | -------------------- | ------------- | --------------- | ---------------- |
| 2016  | Lizzie Tench | Élise Marc           | Nora Hansel   | Lauren Steadman | Alison Patrick   |
| 2015  | Rita Cuccuru | Saskia Van den Ouden | Liisa Lilja   | Lauren Steadman | Alison Patrick   |
| 2014  | Karen Darke  | Nora Hansel          | Oliver Dreier | Lauren Steadman | Susana Rodríguez |

#### Championne d'Europe 2009 à 2013
| Année | TR1                   | TR2           | TR3           | TR4              | TR5           | TR6              |
| ----- | --------------------- | ------------- | ------------- | ---------------- | ------------- | ---------------- |
| 2013  | Jane Egan             | --            | Sarah Pearson | Lauren Steadman  | Yulia Chernoy | 6b Melissa Reid  |
| 2012  | Jane Egan             | Yulia Chernoy | --            | Faye McClelland  | --            | Charlotte Ellis  |
| 2011  | Jane Egan             | --            | --            | Faye McClelland  | --            | Charlotte Ellis  |
| 2010  | Jane Egan             | --            | --            | Faye McClelland  | --            | Charlotte Ellis  |
| 2009  | Monique van der Vorst | --            | --            | Clare Cunningham | --            | Joleen Hakker B1 |

## Lieux et distances des épreuves
| Année        | Ville      | Pays     | Distance |
| ------------ | ---------- | -------- | -------- |
| 2006         | Autun      | France   | M        |
| 2007         | Copenhague | Danemark | M        |
| 2008         | Lisbonne   | Portugal | M        |
| 2009         | Holten     | Pays-Bas | M        |
| 2010         | Athlone    | Irlande  | M        |
| 2011         | Pontevedra | Espagne  | M        |
| 2012         | Eilat      | Israël   | S        |
| 2013         | Alanya     | Turquie  | S        |
| 2014         | Kitzbühel  | Autriche | S        |
| 2015         | Genève     | Suisse   | S        |
| 2016         | Lisbonne   | Portugal | S        |
| 2017         | Kitzbühel  | Autriche | S        |
| 2018         | Tartu      | Estonie  | S        |
| 2019 et 2021 | Valence    | Espagne  | S        |
| 2022         | Olsztyn    | Pologne  | S        |
| 2023         | Madrid     | Espagne  | S        |
| 2024         | Vichy      | France   | S        |

| Rang | Nation      | Total |
| ---- | ----------- | ----- |
| 1    | Royaume-Uni | 51    |
| 2    | Espagne     | 29    |
| 3    | France      | 26    |
| 4    | Allemagne   | 17    |
| 4    | Pays-Bas    | 17    |
| 6    | Italie      | 7     |
| 7    | Autriche    | 6     |
| 7    | Hongrie     | 6     |
| 9    | Russie      | 3     |
| 10   | Israël      | 2     |
| 10   | Finlande    | 2     |
| 12   | Irlande     | 1     |
| 12   | Serbie      | 1     |
| 12   | Ukraine     | 1     |